# Mirepeix
Mirepeix (okzitanisch: Mirapeish) ist eine französische Gemeinde mit 1.254 Einwohnern (Stand: 1. Januar 2022) im Département Pyrénées-Atlantiques in der Region Nouvelle-Aquitaine (vor 2016: Aquitanien). Sie gehört zum Arrondissement Pau und zum  Kanton Vallées de l’Ousse et du Lagoin (bis 2015: Kanton Nay-Est). Die Einwohner werden Mirepeichois genannt.

## Geographie
Mirepeix liegt etwa 15 Kilometer südöstlich von Pau am Fluss Gave de Pau, der am westlichen Rand der Gemeinde fließt. Umgeben wird Mirepeix von den Nachbargemeinden Baudreix im Norden, Lagos im Nordosten, Bordères im Osten und Nordosten, Bénéjacq im Osten, Coarraze im Süden und Südosten, Nay im Süden und Südwesten sowie Bourdettes im Westen.

## Bevölkerungsentwicklung
| Jahr                      | 1962 | 1968 | 1975 | 1982 | 1990 | 1999 | 2006 | 2013 |
| Einwohner                 | 752  | 756  | 766  | 886  | 921  | 962  | 1100 | 1262 |
| Quelle: Cassini und INSEE |      |      |      |      |      |      |      |      |

## Sehenswürdigkeiten
- Kirche Saint-Orens